# Resolució 123 del Consell de Seguretat de les Nacions Unides
La Resolució 123 del Consell de Seguretat de les Nacions Unides, aprovada el 21 de febrer de 1957, després que es va intensificar el conflicte sobre Jammu i Caixmir. El consell va demanar que el President del Consell de Seguretat de les Nacions Unides visiti el subcontinent i, juntament amb els governs de l'Índia i Pakistan, examini qualsevol proposta que pugui contribuir a la resolució de la controvèrsia. El consell va demanar que els informés a més tard el 15 d'abril, i l'informe resultant va formar la base de la Resolució 126, que es va aprovar el desembre del mateix any.
La resolució va ser aprovada per deu vots contra cap; la Unió Soviètica es va abstenir.